# شابو شابو
شابو شابو (باليابانية: し ゃ ぶ し ゃ ぶ) هو طبق ياباني ساخن من أطباق النابيمونو يتكون من شرائح اللحم والخضروات المغلية في الماء. تقدم مع صلصات الغمس.
تعود تسمية الطبق إلى محاكاة صوتية مستمدة من الصوت المحدث عند غمس اللحم وتقليب المكونات في المرق الحار، يتم طهي الطعام قطعة قطعة على طاولة العشاء. يعتبر طبق شابو شابو أكثر لذة وأقل حلاوة من سوكي ياكي.

## نبذة تاريخية

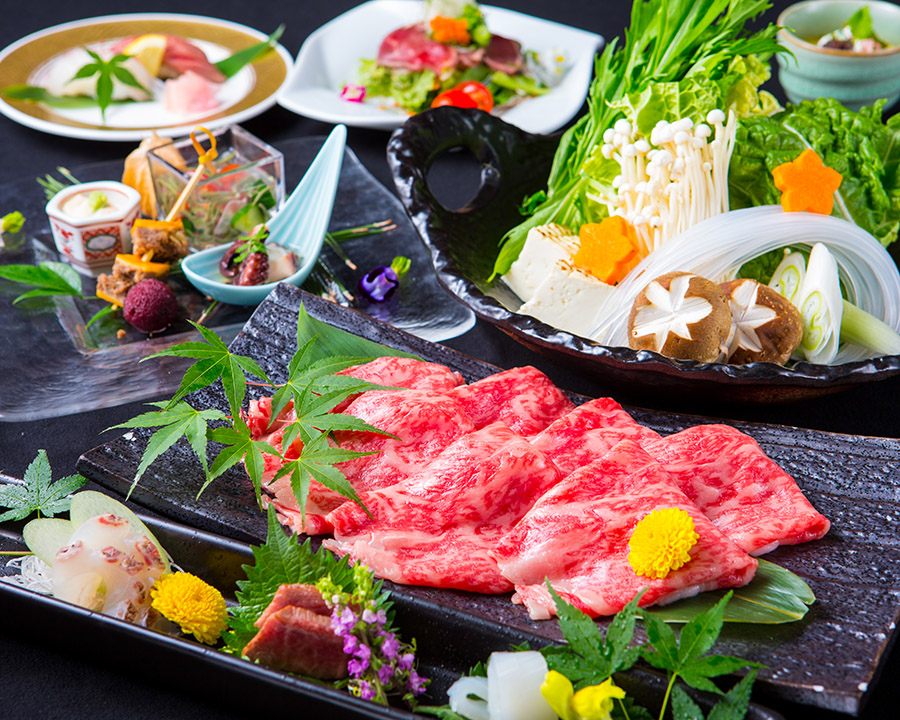
شابو شابو، المكتب الرئيسي لمتجر كيسشو كيسهوكيشي الرئيسي كوبي بيف

تم تقديم شابو شابو لأول مرة في اليابان إبان القرن العشرين[بحاجة لمصدر] وذلك مع افتتاح مطعم «سوهيرو» في أوساكا، حيث تم اختراع الاسم. وترجع أصول الطبق إلى الوعاء الساخن الصيني المعروف باسم لحم الضأن المغلي (Shuàn Yángròu). ويشبه شابو شابو إلى حد كبير النسخة الصينية الأصلية بالمقارنة مع أطباق يابانية ساخنة أخرى (مثل نبيمونو) أو السوكي ياكي.[بحاجة لمصدر] سجل مطعم «سوهيرو» اسمه كعلامة تجارية في عام 1955.
جنبا إلى جنب مع السوكي ياكي، يعد شابو شابو الطبق المشترك في المناطق السياحية الساخنة، وخاصة في طوكيو، ولكن أيضا في الأحياء اليابانية المحلية (وتسمى بالعامية «ليتل توكيوس») في بلدان مثل الولايات المتحدة وكندا.